# Lionel Richie (album)
Lionel Richie is het eponieme solo-debuutalbum van de gelijknamige Amerikaanse zanger. Het werd in oktober 1982 uitgebracht onder het platenlabel Motown.

## Geschiedenis
Richie werd bekend als zanger van de funkband Commodores; hun grootste hits waren echter ballads als Easy, Three Times a Lady en het country-getinte Sail On.
Na 1980 wilde de band nieuwe wegen inslaan waardoor er op het volgende album weinig ruimte overbleef voor de ballads van Richie. Als compromis stelde manager Benny Ashburn om een soloalbum te maken met nummers die Richie niet langer kwijt kon bij de Commodores. Het bleek een succesvolle zet, want Lionel Richie haalde in de Verenigde Staten de derde plaats en bracht drie hits voort; Truly, You Are (met achtergrondzang van Kenny Rogers) en My Love. Het album was opgedragen aan Ashburn die tijdens de opnamen op 54-jarige leeftijd overleed, en aan de Commodores met wie Richie datzelfde jaar weer op tournee ging. Zijn vertrek was echter onafwendbaar, en na drie concerten koos hij definitief voor zijn solocarrière.
In 2003 werd het album opnieuw uitgebracht in een geremasterde editie met twee bonustracks: Endless Love (hier zonder duetpartner Diana Ross) en een instrumentale versie van You Are.

## Lijst van nummers
1. "Serves You Right" (John McClain, Greg Phillinganes, Lionel Richie) – 5:14
2. "Wandering Stranger" (Lionel Richie) – 5:38
3. "Tell Me" (David Cochrane, Lionel Richie) – 5:32
4. "My Love" (Lionel Richie) – 4:08
5. "Round and Round" (David Cochrane, Lionel Richie) – 4:57
6. "Truly" (David Cochrane, Lionel Richie) – 3:26
7. "You Are" (Brenda Harvey-Richie, Lionel Richie) – 5:05
8. "You Mean More to Me" (Lionel Richie) – 3:08
9. "Just Put Some Love in Your Heart" (Lionel Richie) – 1:27

2003 bonus tracks:
1. "Endless Love" (Richie) - 3:58
2. "You Are" (instrumentaal) (Harvey-Richie, Richie) – 5:06